# Jakub Gens

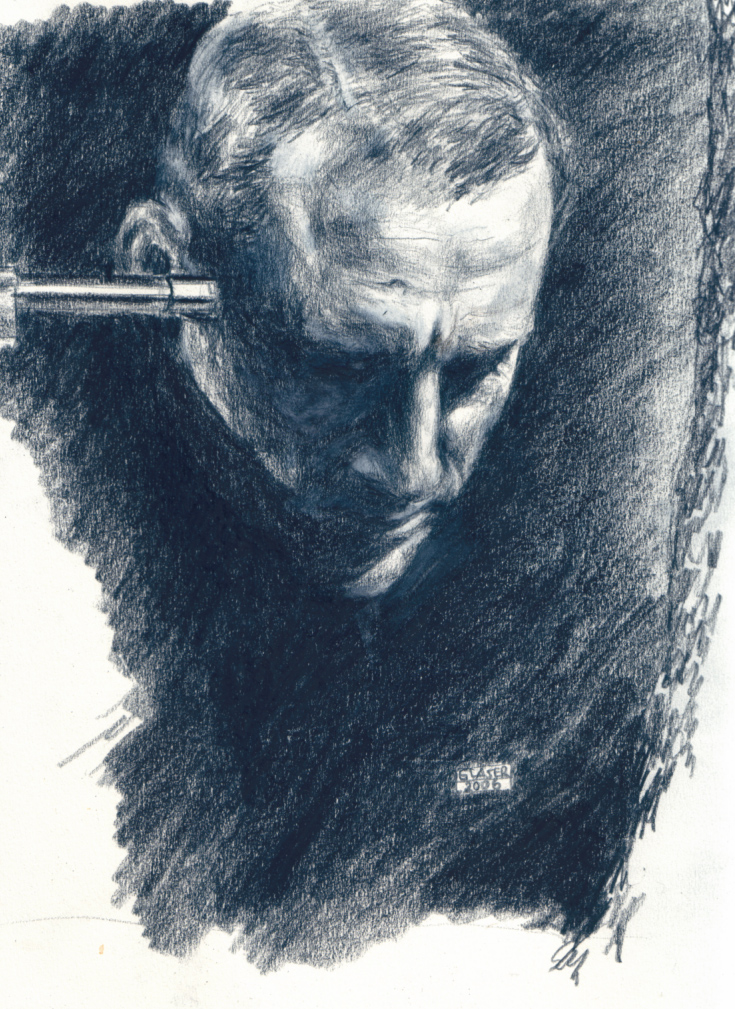
Niemiecki aktor Heino Ferch w roli Jakuba Gensa (kadr z filmu „Ghetto”)

Jakub Gens (lit. Jakobas Gencas/Jakovas Gensas; jidysz יעקב גענס; ur. 1903 w Szawlach, zm. 14 września 1943 w Wilnie) – litewski lekarz i wojskowy, nauczyciel żydowskiego pochodzenia, dyrektor szpitala żydowskiego w wileńskim getcie, szef jego policji oraz przewodniczący lokalnego Judenratu.

## Życiorys
Urodził się w Szawlach lub w ich okolicach. W 1919 zgłosił się na ochotnika do wojska litewskiego. Po przejściu kursu oficerskiego walczył w wojnie litewsko-polskiej o Wileńszczyznę. W 1924 podjął studia prawnicze i ekonomiczne na Uniwersytecie Witolda Wielkiego, które ukończył w 1935. W międzyczasie pracował jako nauczyciel języka litewskiego i kultury fizycznej w szkołach na terenie Litwy, zajmował również posadę księgowego w Ministerstwie Sprawiedliwości.
W latach trzydziestych przeszedł szkolenie na oficera sztabowego, uzyskał stopień kapitana wojska litewskiego. Po włączeniu Wileńszczyzny w skład Litwy jesienią 1939 przeprowadził się do Wilna, gdzie działał m.in. w rewizjonistycznej frakcji ruchu syjonistycznego. Gdy nastała okupacja sowiecka z obawy przed represjami przeniósł się na prowincję, podejmując pracę w księgarni.
Na krótko przed wybuchem wojny niemiecko-radzieckiej powrócił do Wilna – w lipcu 1941 objął funkcję dyrektora szpitala żydowskiego w nowo utworzonym getcie. Pozostawał w bliskich relacjach z prezesem Judenratu Anatolem Friedem, który rekomendował go na stanowisko szefa policji w getcie. W lipcu 1942 Gens zajął miejsce Frieda jako przewodniczący Rady Żydowskiej. Był zwolennikiem lojalnego podejścia wobec niemieckich władz okupacyjnych, licząc na złagodzenie nazistowskiej polityki wobec Żydów. Miał swój udział w ujęciu przywódcy podziemia w getcie Icchaka Wittenberga.
Został zamordowany 14 września 1943 na dziedzińcu miejskiej siedziby gestapo, na krótko przed ostateczną likwidacją wileńskiego getta.